# Музей доісторичного періоду і ранньої історії
52°31′14″ пн. ш. 13°23′52″ сх. д. / 52.5206° пн. ш. 13.3978° сх. д.

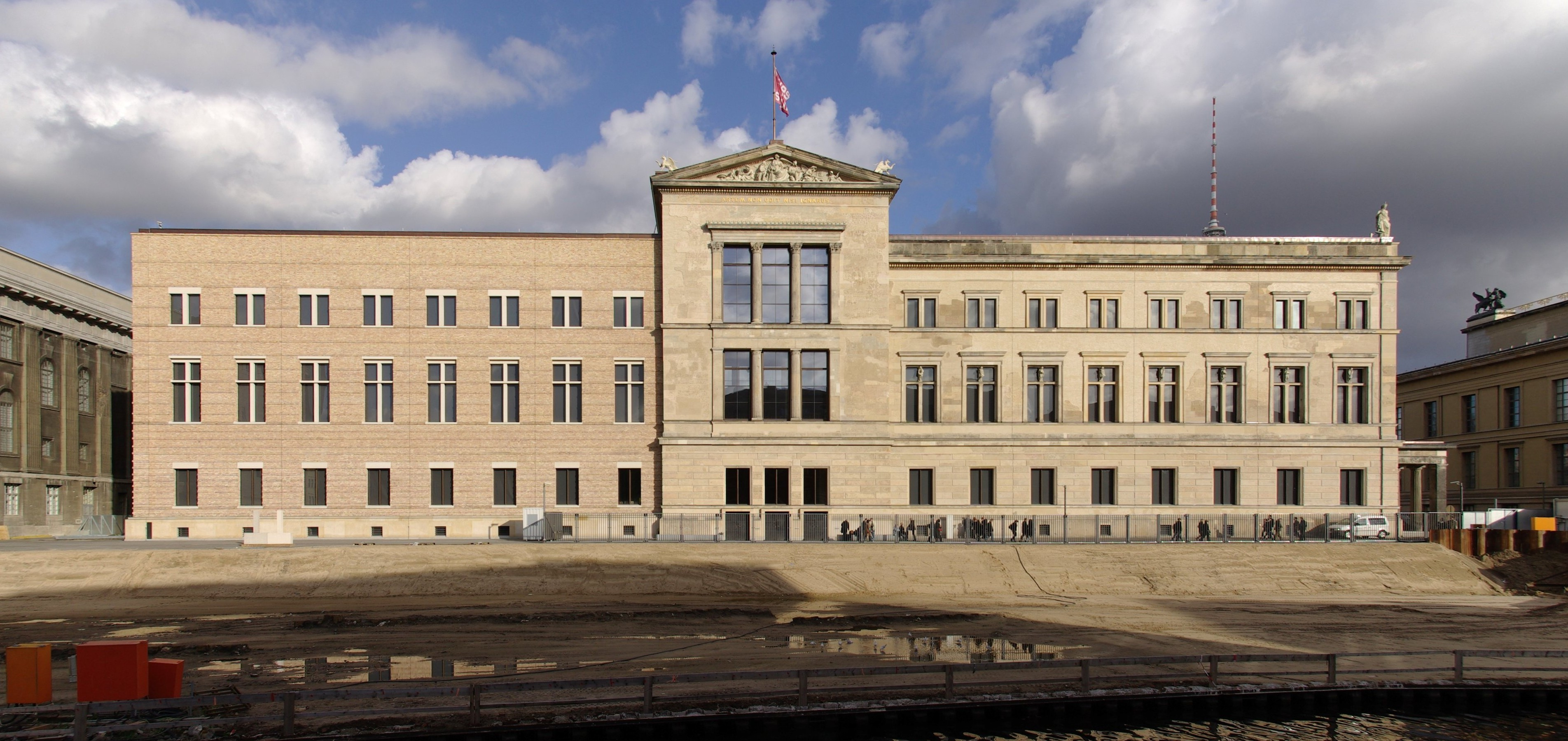
Новий музей в Берліні, де розміщується експозиція музею

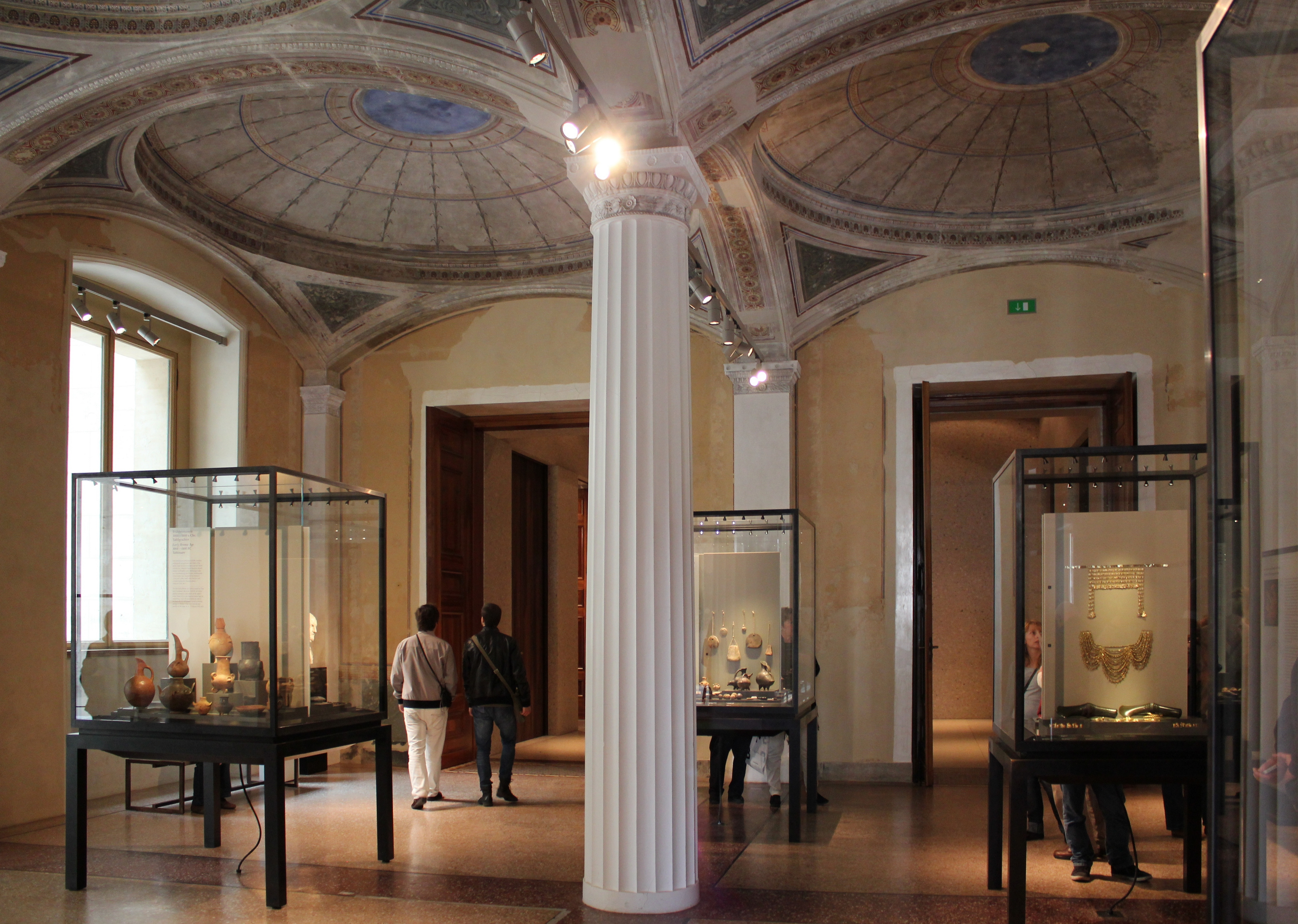
«Зала Шлімана» із частиною Скарбу Пріама в експозиції Музею

Музей доісторичного періоду і ранньої історії (нім. Museum für Vor- und Frühgeschichte) входить в систему Державних музеїв Берліна. 
Це одна з найбільших міжрегіональних археологічних колекцій Старого Світу та один із провідних археологічних музеїв Німеччини. 
В 1960 — 27 квітня 2009 музей розташовувався у Довгому будинку (колишньому палацовому театрі) палацу Шарлоттенбург. 
З 17 жовтня 2009 колекція переїхала в Новий музей на Музейному острові.

Поряд з постійною експозицією тут постійно проходять виставки. Діє тематична бібліотека, що містить близько 50 тис. книг. Крім того, в музеї розташовується Комісія з дослідження зібрань археологічних фондів та документів з північно-східної Центральної Європи, а також Проект з дослідження давньоєгипетського календаря.

## Історія
Зібрання музею сягає часів художнього кабінету династії Гогенцоллернів, які в 1830 році виставили у палаці Монбіжу колекцію древніх знахідок під назвою «Музей вітчизняних старожитностей» (нім. Museum Vaterländischer Altertümer). Колекція пізніше була переміщена — спочатку до Нового музею, з 1886 року — до Етнографічного музею на Принц-Альбрехт-штрасе, а з 1921 року — до Мартин-Гропіус-Бау, де з 1931 року був заснований Державний музей доісторичного періоду і ранньої історії. Важливу частину зібрання музею склали знахідки, які зробили Рудольф Вірхов і Генріх Шліман.
По закінченню Другої світової війни частина зібрання музею була вивезена як трофей в СРСР
. 
В 1960 р музей переїхав до Шарлоттенбурзького палацу. Після об'єднання Німеччини численні експонати, які до того тимчасово перебували у східноберлінському музеї доісторичної та ранньої історичної епохи, були включені до зібрання музею.
З осені 2009 року частину експозиції можна побачити в Новому музеї.

## Виставкові зали
Відвідування музею відбувається у формі кругової прогулянки. 
Він містить наступні кімнати:

### Студія Рудольфа Вірхова
Студія Рудольфа Вірхова (зал 1) містить огляд технологічної історії кам'яної, бронзової та залізної доби, а також ПК з інтерактивними дисплеями та лекційну аудиторію.

### Зала Шлімана
Зала Шлімана (зал 2) містить знахідки бронзової та залізної доби із Середземномор’я, Західної та Центральної Азії та Китаю, а також колекцію кіпрських старожитностей міжнародного значення.

### Зал кам'яної та бронзової доби
У залі кам'яної та бронзової доби (зал 3) представлені європейські знахідки тих періодів. 
Експозиції містять знахідки з палеолітичних стоянок Комб-Капель і Ле-Мустьє, мистецтво Льодовикового періоду та розвиток інструментів епохи палеоліту та мезоліту. 
Також представлені неолітичні культури Європи від лінійної кераміки до дзвоноподібних келихів. 
Колекція бронзової доби містить матеріали, що ілюструють розвиток металургії, культу та похоронних звичаїв. 
Географічний ареал простягається від Західної Європи до Північної Німеччини та Скандинавії, Сходу Центральної Європи, Альп та Дунайського регіону та Північної Італії.

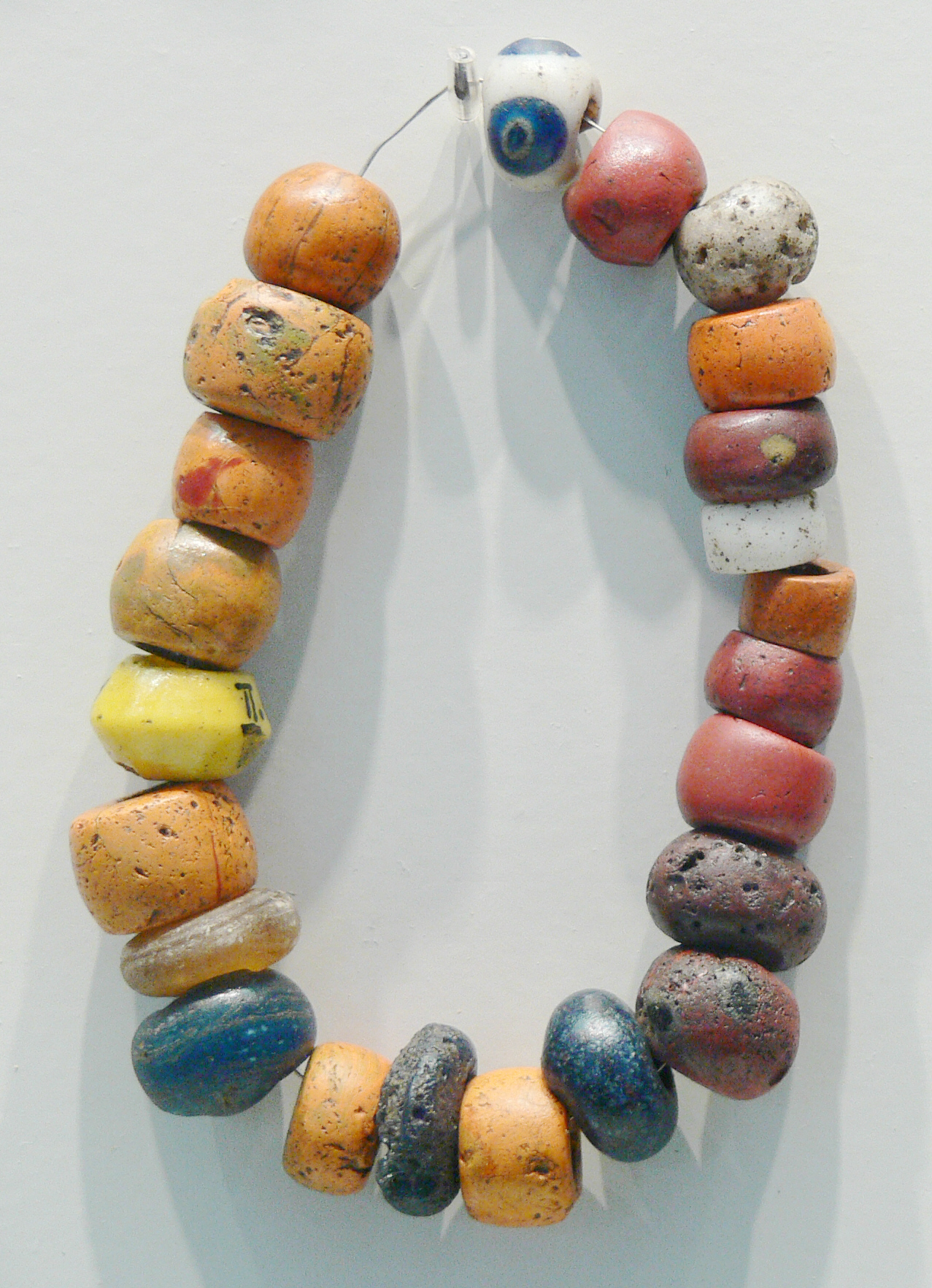
Знахідка зі Східної Пруссії (Юкнайчен або Гермау) – намисто 3 або 4 століття по Р.Х.

### Золота зала
Золота зала (зала 4) містить дорогоцінні індивідуальні знахідки металу бронзової доби (проте Берлінський золотий капелюх тепер є частиною експозиції Нового музею, який було знову відкрито у 2009 році).

### Зала 5
Зала 5 присвячена періоду від ранньої залізної доби до середньовіччя. 
Експозиція починається зі знахідок гальштатської культури Альп і кіраси Стікни, за якими йдуть кельтські, германські та римські матеріали. Середньовіччя задокументовано виставкою монет, одягу, зброї та інших знахідок.